# 20379 Крістіджонс
20379 Крістіджонс (20379 Christijohns) — астероїд головного поясу, відкритий 22 травня 1998 року.
Тіссеранів параметр щодо Юпітера — 3,380.